# Ólöf Arnalds
Ólöf Arnalds née le 4 janvier 1980 en Islande est une compositrice, chanteuse et  musicienne d'indie islandaise qui est active sur la scène musicale uni depuis une dizaine d'années. En plus de créer sa propre musique et d'être membre des tournées des Múm depuis 2003, elle a collaboré avec de nombreux groupes, et artistes tels que Stórsveit Nix Noltes, Mugison, Slowblow et Skúli Sverrisson. Entre 1988 et 2002, Ólöf a appris le violon et le chant lyrique, et de 2002 à 2006 elle a étudié la composition et les nouveaux médias à l'Iceland Academy of the Arts.
En 2007, son premier album Við Og Við (De temps en temps) a été lancé par la maison de production islandaise 12 Tónar. Cet album contient un ensemble de chansons composées principalement dans un style traditionnel islandais.
Le deuxième album d'Ólöf est paru en septembre 2010, sous le nom de Innundir skinni (Sous la peau).
En 2013 sort son troisième album, le premier entièrement en langue anglaise, intitulé Sudden Elevation, il est suivi en 2014 de Palme.

## Discographie

### Albums
- Við Og Við (12 Tónar, 2007)
- Innundir skinni (2010)
- Sudden Elevation (2013)
- Palme (2014)

### Singles
- 7" Maria Bethânia/Sveitin milli sanda (août 2009)
- 7" Innundir skinni/Close My Eyes (juin 2010)
- 7" Crazy Car/Sukiyaki (septembre 2010)

### Extended Plays
- Dream To A Drift (2010)[3]
- Ölof Sings (2011)